# 19 محرم
- السبت
- الأحد
- الاثنين
- الثلاثاء
- الأربعاء
- الخميس
- الجمعة

- 306 يوليو 2024
- 17 يوليو 2024
- 28 يوليو 2024
- 39 يوليو 2024
- 410 يوليو 2024
- 511 يوليو 2024
- 612 يوليو 2024
- 713 يوليو 2024
- 814 يوليو 2024
- 915 يوليو 2024
- 1016 يوليو 2024
- 1117 يوليو 2024
- 1218 يوليو 2024
- 1319 يوليو 2024
- 1420 يوليو 2024
- 1521 يوليو 2024
- 1622 يوليو 2024
- 1723 يوليو 2024
- 1824 يوليو 2024
- 1925 يوليو 2024
- 2026 يوليو 2024
- 2127 يوليو 2024
- 2228 يوليو 2024
- 2329 يوليو 2024
- 2430 يوليو 2024
- 2531 يوليو 2024
- 261 أغسطس 2024
- 272 أغسطس 2024
- 283 أغسطس 2024
- 294 أغسطس 2024
- 15 أغسطس 2024
- 26 أغسطس 2024
- 37 أغسطس 2024
- 48 أغسطس 2024
- 59 أغسطس 2024

19 مُحرَّم أو 19 مُحرَّم الحرام أو يوم 19 \ 1 (اليوم التاسع عشر من الشهر الأوَّل) هو اليوم التاسع عشر من أيَّام السنة وفق التقويم الهجري القمري (العربي). يبقى بعده 335 أو 336 يومًا لانتهاء السنة.

## أحداث
- 99 هـ - بداية الحصار البحري للقسطنطينية بقيادة مسلمة بن عبد الملك في عهد الخليفة الأموي سليمان بن عبد الملك.
- 712 هـ - السلطان المغولي محمد خدابنده أولجايتو يقوم بحملة عسكرية للاستيلاء على بلاد الشام.
- 815 هـ - الأمراء الخارجون على الناصر فرج بن برقوق يرتحلون عن قبة يلبغا، وينزلون غربي دمشق من جهة الميدان، ويقفون من جهة القلعة إلى خارج البلد.
- 872 هـ - ورود خبر إلى السلطان الظاهر سيف الدين خشقدم بأن إقامة الحاج التي جهزت من القاهرة أخذت عن آخرها، أخذها مبارك شيخ بني عقبة بمن كان معه من الأعراب، وأنه قتل جماعة ممن كان مع الإقامة المذكورة، منهم جارقطلو السيفي دولات باي أحد أمراء آخورية السلطان.
- 1299 هـ - تعيين الشيخ شمس الدين الإنبابي شيخا (رقم 22) للجامع الأزهر.
- 1332 هـ - أمين الرافعي يصدر «جريدة الأخبار» في مصر.
- 1366 هـ - جامعة الدول العربية تصدر القرار 142 الرافض لقرار تقسيم فلسطين.
- 1367 هـ - وقوع معارك بين العرب واليهود في القدس عقب صدور قرار تقسيم فلسطين.
- 1385 هـ - سوريا تعلن عن إعدام الجاسوس إيلي كوهين.
- 1393 هـ - مقاتلات إسرائيلية تسقط طائرة الخطوط الجوية العربية الليبية الرحلة رقم 114 فوق سيناء، وأدى الحادث إلى مقتل 108 من الركاب.
- 1407 هـ - السفير المصري المعين في إسرائيل محمد بسيوني يقدم أوراق اعتماده للرئيس الإسرائيلي حاييم هرتصوغ.
- 1411 هـ - انعقاد مؤتمر القمة العربي الطارئ لإيجاد حل لمشكلة الغزو العراقي للكويت.
- 1423 هـ - الجيش الإسرائيلي يقوم بمجزرة في مدينة جنين استمرت 11 يومًا.
- 1425 هـ - مجلس النواب الفرنسي يوافق على مشروع قرار يحظر ارتداء الحجاب أو أي رموز دينية أخرى في المدارس والمؤسسات الحكومية.
- 1430 هـ - طائرة إسرائيلية تغير على منزل القيادي في حركة حماس سعيد صيام وتغتاله مع كل من كان معه بالمنزل وذلك في استمرار لما تسميه إسرائيل بعملية الرصاص المصبوب.
- 1431 هـ - افتتاح برج دبي رسميًا كي يكون أعلى برج بالعالم وذلك بحضور حاكم إمارة دبي الشيخ محمد بن راشد آل مكتوم الذي قرر تسمية البرج ببرج خليفة على اسم رئيس الإمارات العربية المتحدة الشيخ خليفة بن زايد آل نهيان.
- 1437 هـ -
  - إعصار تشابالا يضرب جزر أرخبيل سقطرى ويتجه نحو مدينة المكلا شرقي اليمن.
  - النتائج شبه النهائية للانتخابات التشريعية التركية تُظهر استعادة حزب العدالة والتنمية أغلبيته في البرلمان التي كان قد خسرها في انتخابات يونيو.
- 1440 هـ - زلزال يضرب جزيرة سولاوسي في إندونيسيا بقوة 7.5 درجات على مقياس ريختر ويتسبب بموجة تسونامي تودي بحياة 830 شخصًا على الأقل وإصابة أكثر من 1000 آخرين.

## مواليد
- 1317 هـ - زكي طليمات، ممثل مصري.
- 1344 هـ - علي عزت بيغوفيتش، رئيس البوسنة والهرسك.
- 1368 هـ - مريم الغضبان، ممثلة كويتية.
- 1376 هـ - توفيق عبد الحميد، ممثل مصري.
- 1389 هـ - جاسم عباس، ممثل كويتي.
- 1394 هـ - عيسى مصطفى، ممثل أمريكي.
- 1412 هـ - المهرة، ممثلة بحرينية.

## وفيات
- 635 هـ - الشواء الحلبي، شاعر شامي.
- 683 هـ - عبد الله بن محمود بن مودود الموصلي، فقيه حنفي.
- 1348 هـ - عبد الرحمن القصار، شاعر وناثر وملحن سوري.
- 1383 هـ - شكري شعشاعة، كاتب وشاعر وصحفي وسياسي فلسطيني أردني.
- 1385 هـ - محمد البشير الإبراهيمي، مفكر إسلامي جزائري.
- 1393 هـ - سلوى حجازي، مذيعة مصرية.
- 1401 هـ - علي بن محمد العيثان، فقيه جعفري ومدرس إسلامي سعودي.
- 1404 هـ - محمود دياب، كاتب مسرحي مصري.
- 1415 هـ - مأمون الشناوي، شاعر غنائي مصري.
- 1425 هـ - زكي ناصيف، ملحن ومغني لبناني.
- 1429 هـ - سوهارتو، رئيس إندونيسيا.
- 1430 هـ - سعيد صيام، قيادي في حركة حماس.
- 1441 هـ - زين العابدين بن علي، ثاني رؤساء تونس.

## وصلات خارجية
- موقع قصة الإسلام: حدث في شهر محرم.